# Rytidosperma pictum
Rytidosperma pictum là một loài thực vật có hoa trong họ Hòa thảo. Loài này được (Nees & Meyen) Nicora miêu tả khoa học đầu tiên năm 1973.